# Het ABC van de computer
Het ABC van de computer was een twaalfdelige reeks over informatica, die in 1984 te zien was op het tweede net van de toenmalige BRT.  De presentatie was in handen van Carlos De Backer en Martin Valcke.

## Concept
Het programma werd gemaakt door de BRT Dienst Volwassenenvorming in samenwerking met de RVA en werd opgebouwd rond een Acorn BBC-computer.  De bedoeling van de reeks was om een praktische handleiding te bieden voor het ontdekken en gebruiken van de computer zowel voor persoonlijk als professioneel gebruik.
De tv-reeks werd vergezeld van 12 radio-uitzendingen van een half uur op BRT 3.

## Afleveringen
| Nr. | Aflevering                     | Uitzenddatum     |
| --- | ------------------------------ | ---------------- |
| 1   | Wat is een computer?           | 5 januari 1984   |
| 2   | Hoe werkt een computer?        | 26 januari 1984  |
| 3   | Computerinput                  | 2 februari 1984  |
| 4   | Computeroutput                 | 9 februari 1984  |
| 5   | De centrale verwerkingseenheid | 16 februari 1984 |
| 6   | De kunst van het programmeren  | 23 februari 1984 |
| 7   | Werken met externe geheugens   | 1 maart 1984     |
| 8   | Systeemsoftware                | 8 maart 1984     |
| 9   | Systeemanalyse                 | 15 maart 1984    |
| 10  | Computernetwerken              | 22 maart 1984    |
| 11  | Kantoorautomatisering          | 29 maart 1984    |
| 12  | Computertoekomst               | 5 april 1984     |